# Clodoveo Carrión Mora
Clodoveo Carrión Mora (1883-1957) fue un paleontólogo y naturalista ecuatoriano.

## Primeros años
Clodoveo Carrión nació en Loja, Ecuador. Sus padres fueron Manuel Alejandro Carrión Riofrío, poeta, y Filomena Mora Bermeo. Fue hermano de Vicenta (casada con Víctor Antonio Castillo), Héctor Manuel (poeta), José Miguel (abogado, sociólogo, senador y rector de la Universidad Nacional de Loja) y Benjamín Carrión.
Fue alumno de la escuela de La Salle y del instituto Colegio Bernardo Valdivieso. De joven se reconoció más inclinado a las ciencias naturales que a las letras, al revés que el resto de su familia. Para continuar su formación científica viajó a Europa. Estudió en las universidades de Londres y Mánchester donde obtuvo el título de ingeniero industrial. Durante su estancia de diez años en Europa realizó muchos estudios en España y Francia.

## Regreso de Europa
Tras regresar de Europa fue profesor de ciencias naturales en el Colegio Bernardo Valdivieso hasta su jubilación. En 1924 presentó sus descubrimientos en el Panamerican Scientific Congress de Lima. Mantuvo correspondencia con científicos distinguidos como Edward W. Berry de la Universidad Johns Hopkins; el geólogo Errof I. White del British Museum; Orestes Cendrero del Instituto General y Técnico de Santander, España, y Waldo L. Schmitt del American Museum of Natural History.
Fue declarado doctor honoris causa por la Universidad Nacional de Loja.

## Contribuciones científicas
Carrión trabajó en paleontología y entomología, campos en los que descubrió muchas especies y géneros. Algunos de sus descubrimientos fueron:
- Plantas: Elaphoglossum carrioni, Melochia carrioni, Caussapea carrioni.
- Otras paleoespecies que clasificó en los siguientes grupos:  Spotfungi , Bryophyta, Pteridophyta, Monocotyledonae, Dicotyledonae, Urticales, Santalales, Chenopodiales, Ranales, Rosales, Geraniales, Sapindales, Rivimnales, Malvales, Laurales, Myrtales, Ebenales, Gentianales, Rubiales.

Estos descubrimientos fueron descritos extensamente por White (1927) y Berry (1929) y resultaron fundamentales para entender la última fase de la evolución geológica de los Andes.
En zoología sus principales descubrimientos fueron:
- Peces: Carrionellus diomortus y Lipopterichthys carrioni
- Reptiles: Atractus carrioni, Botrops lojana, Stenocercus carrioni Parker, 1934
- Arthropods: Triatoma carrioni (chinche de caballo), vector de la enfermedad de Chagas en el sur de Ecuador. Su descubrimiento fue documentado por F. Larrousse (1926).
- Ranas: Eleuterodactilus carrioni, Hila carrioni, Gastrotheca marsupiata lojana. Sus descubrimientos fueron catalogados por Parker (1930, 1932, 1934, 1938).
- Coleópteros: muchas especies pertenecientes a las familias Cerambycidae, Scarabaeidae, Meloidae, Elateridae, y Tenebrionidae.

## Abreviatura (zoología)
La abreviatura Carrión  se emplea para indicar a Clodoveo Carrión Mora como autoridad en la descripción y taxonomía en zoología.

- La abreviatura «Carrión» se emplea para indicar a Clodoveo Carrión Mora como autoridad en la descripción y clasificación científica de los vegetales.[1]